# Fédération nationale du tourisme
Pour les articles homonymes, voir FNT.
 (mars 2023).
Si vous disposez d'ouvrages ou d'articles de référence ou si vous connaissez des sites web de qualité traitant du thème abordé ici, merci de compléter l'article en donnant les références utiles à sa vérifiabilité et en les liant à la section « Notes et références ».
Fédération nationale du tourisme (FNT) est un organisme marocain créée le 15 septembre 1995 ; elle regroupe en son sein toutes les professions liées au tourisme au Maroc. Sa principale mission est de fédérer tous les métiers touristiques à la vision 2010[Quoi ?]. Son président est Othman Cherif Alami depuis [Quand ?]. Elle est affiliée à la Confédération générale des entreprises du Maroc (CGEM).

## Ses composants
La FNT rassemble 184 membres adhérents appartenant à la FNIH (Fédération Nationale de l’Industrie Hôtelière), la FNAVM (Fédération Nationale des Agences de Voyages Marocaines), le STT (Syndicat des Transporteurs Touristiques), la FNR (Fédération Nationale des Restaurateurs) et la FLV (Fédération des Loueurs de Voitures).